# Vieux Pont d'Orthez
Le Pont Vieux, situé sur la commune d'Orthez, dans le département français des Pyrénées-Atlantiques, est un pont fortifié du XIIIe siècle. Il est classé aux monuments historiques en 1875 et en 1942.

## Présentation
Le Pont Vieux d'Orthez, enjambant le gave de Pau, date des XIIIe et XIVe siècles. Il permet de relier le centre-ville à son faubourg du Départ. Il se trouve sur la route vicomtale qui allait du pont de la Haderne, à Sault-de-Navailles, au pont d'Osserain, et menait à Roncevaux.
Il doit sa construction à Gaston VII de Béarn, au moment où il fait d'Orthez la capitale du Béarn et y transporte sa cour.  Sur une pièce d'une demi-livre d'Orthez de 1274, on voit que le pont comportait à cette époque une seule travée avec deux tours placées de part et d'autre. Il est probable que le pont était prolongé par un tablier en bois. 
On ignore à quel moment a été construit le pont dans son état actuel avec 4 travées maçonnées. Sa ressemblance avec le pont Valentré de Cahors peut faire remonter cet état du pont à Gaston Fébus.
En 1589, il n'y avait déjà plus qu'une tour. La partie supérieure de la tour avait disparu.
Le pont résiste à deux assauts importants : 
- en août 1569, les troupes huguenotes de Montgommery, après la bataille d'Orthez précipitèrent des prêtres dans le Gave par une ouverture - la fenêtre des prêtres - dans le parapet aval, au droit de la clé de la travée principal[3] ;
- en février 1814, celles du duc de Wellington lancées derrière les troupes de Napoléon Bonaparte en retraite[4]. Le 27 février, 45 soldats de l'arrière-garde de l'armée du maréchal Soult retranchés dans la tour du pont résistèrent pendant une journée aux attaques de l'armée anglaise au cours de la bataille d'Orthez.

Cet assaut a entraîné la destruction de la totalité des parapets qui ont été reconstruits en élargissant le pont. La chaussée a été portée à 3,80 m de largeur entre parapets.
À l'origine, le pont était muni de deux tours, il est aujourd'hui remarquable par ses arches inégales et sa tour centrale fortifiée. La tour a été restaurée suivant ses dispositions originelles en 1873. Le crénelage et la toiture sont modernes.
- Longueur totale du pont entre les deux culées : 46 m
- Ouverture de la grande travée : 14,87 m
- Ouvertures des deux arches adjacentes : 7,10 m et 7,65 m